# ترخس طرقي
ترخس طرقي (الاسم العلمي:Trechus turukensis) هو نوع من الحشرات يتبع جنس الترخس من فصيلة الخنافس الأرضية.